# Maclean (Australie)
Pour les articles homonymes, voir Maclean.
Maclean (3 245 habitants) est une ville du nord de la Nouvelle-Galles du Sud en Australie sur la Pacific Highway et la Clarence River à 653 kilomètres au nord-est de Sydney et à 46 kilomètres au nord-est de Grafton.
L'économie de la ville est basée sur l'élevage du bétail, la pêche à la crevette, l'industrie du sucre et le tourisme.